# Бирено наводнение
Биреното наводнение се случва в пивоварна в Лондон, Великобритания на 17 октомври 1814 г.
В пивоварната "Horse Shoe Brewery", собственост на „Мо и компания“ (на английски: Meux and Company Brewery) на улица „Тотнъм Корт Роуд“ (Tottenham Court Road) се взривява резервоар с ейл с обем 610 хил. литра, което предизвиква верижно разрушаване на останалите резервоари в сградата. В резултат почти 1,5 млн. литра пиво се изливат по  улиците на града. Бирената вълна разрушава 4 къщи и пробива стената на пъба Tavistock Arms. затрупвайки с обломки барманката.
Пивоварната е била разположена между бедняшки сгради в квартал Сейнт Джайлз, където цели семейства са живели в избени помещения, които бързо запълват с пиво. В резултат 8 души загиват. Има непотвърдена информация и за девета жертва - мъж, починал от алкохолно отравяне.
Роднините на някои от загиналите излагат телата им за оглед в своите домове и събират подаяния от любопитните лондонски граждани. По време на такава демонстрация се събира толкова голяма тълпа, че подът не издържа и посетителите пропадат в мазето, все още запълнено с пиво.
Произшествието е гледано в съда, където съдията и съдебните заседатели отсъждат, че то е резултат от действие на непреодолима сила, за което никой не трябва да носи отговорност.
Предприятието се оказва в сложна финансова ситуация, възникнала поради загубата на пиво, при което значителна част от щетите съставлява изплатеният данък. Предприемачите успяват все пак чрез Парламента да издействат компенсиране на извършените данъчни плащания, което им позволява да запазят компанията.
Пивоварната е разрушена през 1922 г. Днес нейното място се заема от театър „Доминион“.